# Васильєвське (Великоустюзький район)
Васи́льєвське (рос. Васильевское) — село у складі Великоустюзького району Вологодської області, Росія. Адміністративний центр Красавинського сільського поселення.

## Населення
Населення — 803 особи (2010; 905 у 2002).
Національний склад (станом на 2002 рік):
- росіяни — 98 %